# Jacopo Testa
Jacopo Testa (* 1991 in Mailand) ist ein italienischer Windsurfer. Sein bisher größter Erfolg ist der Vize-Weltmeistertitel im Freestyle 2022.

## Biografie
Testa wuchs in Mailand auf und zog im Alter von 18 Jahren nach Sardinien, um dort als Windsurf-Lehrer zu arbeiten. In der Saison 2012 gab er sein Debüt im Windsurf World Cup und nahm in den folgenden Jahren sowohl an World Cup Events als auch an Wettbewerben der European Freestyle Pro Tour (EFPT) teil.
Zur Saison 2017 gab er seinen Job als Windsurf-Lehrer auf um sich nun vollständig seiner Karriere zu widmen. Dieser Schritt wurde gleich belohnt: Testa konnte sich mit einem dritten Platz beim anspruchsvollen Event auf Sylt erstmals auf dem Podest eines World Cup Wettbewerbs klassieren. Dies brachte ihm zugleich den dritten Rang in der Freestyle Gesamtwertung des Jahres ein. Im gleichen Jahr gewann er außerdem, unter anderem durch Siege auf Lanzarote und am Brouwersdam, die EFPT.
Nach schwächeren Jahren konnte Testa 2022 an seine Leistungen anknüpfen. Beim einzigen Freestyle World Cup der Saison auf Sylt lag er nach der Single Elimination auf dem dritten Rang. In der Double Elimination schlug er zunächst Steven van Broeckhoven und im Anschluss Adrien Bosson deutlich mit jeweils über zehn Punkten Vorsprung. Daraufhin kam es zum Superfinale zwischen Bosson und Testa, welches Bosson nach langwieriger Jury-Entscheidung mit dem kleinstmöglichen Vorsprung von 0,1 Punkten gewann, wodurch Testa Vize-Weltmeister wurde. Außerdem konnte Testa 2022 erneut die EFPT gewinnen.

## Erfolge

### World Cup
- drei Podestplätze

| Saison | Freestyle | Freestyle |
| Saison | Platz     | Punkte    |
| ------ | --------- | --------- |
| 2012   | 18.       | 3975      |
| 2013   | 17.       | 4651      |
| 2014   | 48.       | 813       |
| 2015   | 16.       | 2947      |
| 2016   | 13.       | 4899      |
| 2017   | 3.        | 1950      |
| 2018   | 6.        | 18.950    |
| 2019   | 11.       | 26.900    |
| 2021   | 5.        | 9.450     |
| 2022   | 2.        | 9.900     |
| 2023   | 5.        | 12.740    |

### Weitere Erfolge
- EFPT-Sieger (Europameister) 2017, 2022[4][7]
- Viermal Italienischer Meister Freestyle[8]